# Xenopus clivii
Xenopus clivii е вид жаба от семейство Безезични жаби (Pipidae). Видът не е застрашен от изчезване.

## Разпространение
Разпространен е в Еритрея, Етиопия, Кения и Южен Судан.

## Описание
Популацията на вида е намаляваща.